# Синафридовые пауки
Синафридовые пауки (лат. Synaphridae) — очень маленькое семейство аранеоморфных пауков, насчитывающее 12 видов из трёх родов.

## Распространение
Встречаются они в Средиземноморском регионе, Южной и Западной Европе.

## Классификация
- Africepheia Miller, 2007
- Cepheia Simon, 1894
- Synaphris Simon, 1894